# Thirst Trap: A Corporate Love Story
«Thirst Trap: A Corporate Love Story» (titulado «Redes sensuales: Una historia de amor corporativa» en Hispanoamérica y «La trampa de la sed: una historia de amor corporativo» en España) es el cuarto episodio de la trigésimo quinta temporada de la serie de televisión animada estadounidense Los Simpson, y el 754 en total. Se emitió en los Estados Unidos en Fox el 29 de octubre de 2023. El episodio fue dirigido por Timothy Bailey y escrito por Rob LaZebnik.
En este episodio, el Sr. Burns financia una cuestionable empresa que convierte el agua salada en agua potable. Elizabeth Banks actuó como invitada en el papel de Perséfone. El título «Los Simpson» no aparece en el episodio. El episodio recibió críticas mixtas.

## Trama
El Sr. Burns está siendo entrevistado para un documental. Hace un año, Persephone Odair describe el producto de su empresa, que convierte el agua salada en agua potable. Se inspiró en su abuelo, que murió en un bote salvavidas en el océano. En busca de financiación, Lisa sugiere pedírsela al Sr. Burns. Éste accede y le cede parte de la central eléctrica y sus trabajadores, incluidos Homer y Carl, para que sean las oficinas y el personal de la empresa. Todos firman acuerdos de confidencialidad. Sorprendentemente, Burns y Perséfone se casan de repente.
Burns y Perséfone hacen una demostración del producto ante la junta directiva, pero no se les permite beber el agua. En la empresa, los trabajadores, incluido Carl, empiezan a desaparecer tras cuestionar la viabilidad del producto. Los mensajes en las redes sociales también cuestionan la empresa, pero Burns compra las empresas y borra los mensajes. Lisa sigue creyendo en Perséfone. El documental entrevista a un informante que revela que el producto no funciona. Sin embargo, el documental se detiene repentinamente cuando Burns compra la empresa del documental.
Se producen más documentales sobre la empresa de Perséfone, y se revela que el denunciante es Homer. Él y Lisa van a la empresa fuera del horario de trabajo, donde Carl demuestra que el producto enmascara el sabor del agua salada con sosa en lugar de eliminar la sal. En la primera demostración pública en la Escuela Primaria de Springfield, Homer le dice a Burns que Perséfone es un fraude y que el agua matará a los niños. Perséfone rechaza las súplicas de Burns, pero Homer desactiva los productos. Burns y Perséfone se divorcian y ella ingresa en prisión. En una entrevista, Perséfone mantiene su inocencia y repite la historia de su inspiración original, pero el entrevistador demuestra que la historia también es mentira.

## Producción
Elizabeth Banks aparece como invitada en el papel de Perséfone, un interés amoroso del Sr. Burns y una parodia de Elizabeth Holmes. Los periodistas Christiane Amanpour, Andrew Ross Sorkin, Kara Swisher, el actor Peter Coyote y el director Peter Jackson aparecen como ellos mismos. El cineasta Ken Burns volvió a interpretar su papel.

## Supuesta prefiguración
En el episodio, el Sr. Burns compra la empresa de medios sociales Twitter por Perséfone. Comenta que el propietario necesitaba venderla tras estrellar un cohete contra la Estación Espacial Internacional. Los espectadores comentaron en las redes sociales que se trataba de una predicción futura del programa.

## Recepción

### Audiencia
El episodio obtuvo una audiencia de 0,31 con 1,12 millones de espectadores, siendo el programa más visto de Fox esa noche.

### Respuesta de la crítica
John Schwarz de Bubbleblabber calificó el episodio con un 6,5 sobre 10. Pensó que los chistes no eran originales porque podrían haberse encontrado en Internet hace un año. Le gustaron las actuaciones de Elizabeth Banks y Kevin Michael Richardson. Mike Celestino de Laughing Place alabó a las estrellas invitadas y los chistes. También le gustó el concepto de documental, pero pensó que el tema estaba un poco «pasado de moda».

### Premios y nominaciones
El guionista Rob LaZebnik fue nominado al Premio Writers Guild of America de Televisión: Animación en la 76ª edición de los premios Writers Guild of America por este episodio.